# GoldSrc
GoldSrc je igralni pogon, ki ga je razvil Valve. GoldSrc je močno spremenjena različica Quake engine, ki ga je razvil id Software. Prvič je bil uporabljen leta 1998 z izdajo Half-Life, kasneje še Day of Defeat in več iger v seriji Counter-Strike.
Njegov naslednik je Source engine z izdajo Half-Life: Source, Half-Life: 2 in Counter-Strike: Source leta 2004.
Valve še danes obdržuje GoldSrc z občasnimi posodobitvami.

## Razvijanje
Osnova GoldSrc temelji na Quake Engine, Valve je Quake Engine močno spremenil da je dosegel GoldSrc. Nekatere stvari, kot umetna inteligenca je popolnoma razvil Valve.
Leta 1997 je Valve zaposlil Ben Morrisa in pridobil Worldcraft, orodje za razvijanje Quake poglavij, to orodje je kasneje bilo preimenovano v Valve Hammer Editor. Igralni pogon omogoča skeletno animacijo, kar omogoča resnično telesno kinematiko in animacijo obrazne mimike.

## Igre
| Leto | Naslov                         | Razvijalec                                                | Založnik                                |
| ---- | ------------------------------ | --------------------------------------------------------- | --------------------------------------- |
| 1998 | Half-Life                      | Valve                                                     | Sierra Entertainment, Valve (digitalno) |
| 1999 | Half-Life: Opossing Force      | Gearbox, Valve                                            | Sierra Entertainment, Valve (digitalno) |
| 1999 | Team Fortress Classic          | Valve                                                     | Valve, Sierra Entertainment (digitalno) |
| 1999 | Sven Co-op                     | Sven Co-op team                                           | Sven Co-op team                         |
| 2000 | Counter-Strike                 | Valve                                                     | Sierra Entertainment                    |
| 2000 | Gunman Chronicles              | Rewolf Entertainment                                      | Sierra Entertainment                    |
| 2000 | Ricochet                       | Valve                                                     | Valve                                   |
| 2001 | Deathmatch Classic             | Valve                                                     | Valve                                   |
| 2001 | Half-Life: Blue Shift          | Gearbox, Valve                                            | Sierra Entertainment, Valve (digitalno) |
| 2001 | Half-Life: Decay               | Gearbox                                                   | Sierra Entertainment                    |
| 2002 | James Bond 007: Nightfire      | Eurocom, Gearbox                                          | Electronic Arts                         |
| 2003 | Day of Defeat                  | Valve                                                     | Activision, Valve (digitalno)           |
| 2003 | Counter-Strike Neo             | Namco                                                     | Namco                                   |
| 2004 | Counter-Strike: Condition Zero | Valve, Ritual Entertainment, Gearbox, Turtle Rock Studios | Sierra Entertainment, Valve (digitalno) |
| 2008 | Counter-Strike Online          | Valve, Nexon                                              | Nexon                                   |
| 2013 | Cry of Fear                    | Team Psykskallar                                          | Team Psykskallar                        |
| 2014 | Counter-Strike Nexon: Studio   | Valve, Nexon                                              | Nexon                                   |